# Icticephalus
Icticephalus — вимерлий рід тероцефалових терапсид із середньої та пізньої пермі ПАР. Типовий вид Icticephalus polycynodon був названий південноафриканським палеонтологом Робертом Брумом на основі зони збору Tapinocephalus у 1915 році. Зразки Icticephalus також були описані в зоні збору Cistecephalus. Брум спочатку відніс Icticephalus до Scaloposauridae, групи дуже маленьких тероцефалів. Більшість скалопозаврид тепер вважаються ювенільними формами інших тероцефалів, а Scaloposauridae більше не визнається як дійсна група. Icticephalus та інші колишні скалопозавриди тепер класифікуються як базальні представники Baurioidea.